# Bryopsis
Bryopsis es un género de algas, perteneciente a la familia Bryopsidaceae. Con frecuencia es una plaga en los acuarios, donde se conoce comúnmente como algas filamentosas.

## Especies
- Bryopsis adriatica
- Bryopsis africana
- Bryopsis australis
- Bryopsis cespitosa
- Bryopsis corticulans
- Bryopsis corymbosa
- Bryopsis cupressina
- Bryopsis cupressoides
- Bryopsis dasyphylla
- Bryopsis derbesioides
- Bryopsis dichotoma
- Bryopsis duplex
- Bryopsis eckloniae
- Bryopsis feldmannii
- Bryopsis flagellata
- Bryopsis foliosa
- Bryopsis galapagensis
- Bryopsis gemellipara
- Bryopsis halliae
- Bryopsis harveyana
- Bryopsis hypnoides
- Bryopsis implexa
- Bryopsis indica
- Bryopsis lubrica
- Bryopsis lyngbyei
- Bryopsis macraildii
- Bryopsis macrocarpa
- Bryopsis magellanica
- Bryopsis maxima
- Bryopsis minor
- Bryopsis muscosa
- Bryopsis myosuroides
- Bryopsis nana
- Bryopsis palliolatis
- Bryopsis penicillum
- Bryopsis pennata
- Bryopsis pennulata
- Bryopsis peruviana
- Bryopsis plumosa
- Bryopsis pottsii
- Bryopsis profunda
- Bryopsis pusilla
- Bryopsis ramulosa
- Bryopsis rhizophora
- Bryopsis robusta
- Bryopsis rosea
- Bryopsis ryukyuensis
- Bryopsis salvadoreana
- Bryopsis secunda
- Bryopsis spinescens
- Bryopsis stenoptera
- Bryopsis tenuis
- Bryopsis thuyoides
- Bryopsis triploramosa
- Bryopsis vestita